# Dame Saigō
Vous lisez un « bon article » labellisé en 2015.
Dame Saigō (西郷局) ou Saigō-no-Tsubone (西郷の局), née en 1552 et morte le 1er juillet 1589, aussi surnommée Oai, est la première épouse et confidente de Tokugawa Ieyasu, le samouraï qui unifie le Japon à la fin du XVIe siècle puis qui le dirige en tant que shogun. Elle est également la mère de Tokugawa Hidetada, le deuxième des shoguns de la dynastie Tokugawa.
À la fin de l'époque Sengoku (fin du XVIe siècle), alors qu'Ieyasu accède au pouvoir shogunal, Dame Saigō exerce une action indirecte sur l'organisation et la composition du shogunat Tokugawa en influençant la philosophie de son époux, le choix de ses alliés et sa politique. Bien que moins connue que d'autres personnalités de cette époque, elle est généralement considérée comme le « pouvoir derrière le trône ». Ses contributions ont été estimées si importantes qu'à titre posthume, elle fut promue, par l'empereur du Japon, au plus haut rang de la hiérarchie de la cour impériale, accessible aux personnes ne faisant pas partie de la famille impériale.
Une fois installée dans une position sûre et respectée de première épouse et mère de l'héritier d'Ieyasu, Dame Saigō utilise son influence et sa richesse à des fins caritatives. Fervente bouddhiste, elle fait des dons en argent à des temples dans la province de Suruga où elle réside en tant qu'épouse du shogun, d'abord au château de Hamamatsu et plus tard au château de Sunpu. Comme elle est très myope, elle crée une œuvre de bienfaisance qui vient en aide aux femmes pauvres atteintes d'une déficience visuelle.
Dame Saigō meurt à un âge relativement jeune, dans des circonstances un peu mystérieuses. Bien qu’un assassinat ait été soupçonné, aucun coupable n'a été identifié.
Dame Saigō a quatre enfants : un fils et une fille (Saigō Katsutada et Tokuhime) d'un premier mariage, et en tant qu'épouse du shogun Tokugawa Ieyasu, deux fils (Tokugawa Hidetada et Matsudaira Tadayoshi). Parmi les descendants de Dame Saigō se trouve l'impératrice Meishō (1624-1696), l'une des très rares femmes à accéder au trône du chrysanthème en tant qu'impératrice régnante.

## Nom
Le terme « Saigō-no-Tsubone », utilisé dans la plupart des textes historiques, est un titre officiel plutôt qu'un nom.
Adoptée adulte, par le clan Saigō, il lui est permis de prendre le nom Saigō. Le titre tsubone  est ajouté à ce nom lorsqu'elle devient la première épouse de Tokugawa Ieyasu. L'attribution d'un titre à une femme dépend de sa classe sociale et de son statut vis-à-vis de son seigneur samouraï : épouse légitime ou concubine avec ou sans descendance,. Le titre tsubone est l'un des suffixes titulaires conférés, de l'époque de Heian jusqu'à l'ère Meiji (du 8e au début du XXe siècle),, aux concubines de haut rang (les autres sont -kata et -dono) et est généralement rendu par le titre médiéval de « Dame »,. Le mot tsubone indique les quartiers d'habitation réservées aux dames de la cour et est un titre pour celles à qui ont été accordés des quartiers privés, telles que les concubines de haut rang avec des enfants.
Bien que dans les documents de l'époque le nom de Dame Saigō ne soit jamais associé à un prénom, son prénom de naissance est Masako (昌子). Son nom le plus courant est Oai (お愛 ou 于爱, ce qui signifie « amour ») et la plupart des sources s'accordent pour déterminer que c'est un surnom qu'elle a acquis encore enfant,,,,. Ses amis intimes et sa famille l'appellent Oai tout au long de sa vie et c'est le nom le plus souvent utilisé dans les références culturelles populaires modernes. Après sa mort, il lui est accordé un nom posthume bouddhiste et une abréviation de ce nom, Hōdai-in (宝台院), est parfois utilisée par respect pieux,.

## Contexte historique
La famille Saigō est une des branches du distingué clan Kikuchi de Kyūshū qui a migré au nord vers la province de Mikawa au XVe siècle. En 1524, les forces de Matsudaira Kiyoyasu (1511–1536), le grand-père de Tokugawa Ieyasu, prennent d'assaut et s'emparent du quartier général du clan Saigō au château de Yamanaka lors de sa conquête de la région de Mikawa. Peu après la bataille, Saigō Nobusada, troisième chef des Saigō, se soumet au clan Matsudaira. Après la mort prématurée de Matsudaira Hirotada (1526-1549), fils de Kiyoyasu, le clan Matsudaira, et les clans de leurs obligés dont le clan Saigō, se soumettent au daimyō Imagawa Yoshimoto (1519-1560) de la province de Suruga, à l'est de Mikawa.
En 1560, à la suite de la bataille d'Okehazama, une défaite pour le clan Imagawa, Saigō Masakatsu, nouveau chef des Saigō, tente de réaffirmer l'indépendance de son clan. La réaction du successeur d'Yoshimoto, Imagawa Ujizane, est immédiate : il fait arrêter et empaler, près du château de Yoshida, treize hommes des Saigō. Les Saigō persistant à revendiquer leur indépendance, les Imagawa lancent, en 1562 , des expéditions punitives à l'est de Mikawa et attaquent les deux principaux châteaux des Saigō. Masakatsu est tué au cours de l'attaque du château de Gohonmatsu et son fils aîné, Motomasa, lors de celle du château de Wachigaya. Saigō Kiyokazu (1533-1594), second fils de Masakatsu, prend la tête du clan Saigō et promet fidélité au clan Matsudaira, alors dirigé par Tokugawa Ieyasu, dans leur lutte commune contre les Imagawa. En 1569, le clan Imagawa est défait avec le siège du château de Kakegawa,.

## Biographie

### Jeunesse
Au milieu du XVIe siècle, le clan Imagawa arrange le mariage de la sœur aînée de Saigō Kiyokazu, du clan Saigō, avec le samouraï Tozuka Tadaharu de la province de Tōtōmi, province alors sous le contrôle direct du clan Imagawa. Les documents historiques existants ne mentionnent ni le nom de l'épouse de Tadaharu ni ses dates de naissance ou de décès, mais attestent qu'elle était la sœur aînée de Saigō Kiyokazu.
En 1552, le couple Tozuka, installé au château de Nishikawa, château secondaire du clan Saigō dans la province de Mikawa, donne naissance à une fille : Masako,, la future Dame Saigō.
Masako, plus connue sous le surnom d'Oai, passe son enfance avec ses deux frères et sœurs dans la bucolique province orientale du Mikawa.
En 1554, son père, Tadaharu, meurt à la bataille d'Enshu-Omori qui oppose le clan Imagawa au clan Hōjō. Deux ans plus tard, sa mère épouse Hattori Masanao. L'union donne quatre enfants mais seuls deux atteignent l'âge adulte,.
Certaines sources affirment qu'à « l'âge adulte » Oai se marie mais devient veuve peu après,. Elles ne mentionnent pas le nom de son mari et n'évoquent aucune naissance. D'autres sources ne mentionnent pas ce premier mariage ou suggèrent qu'il n'y a jamais eu de « premier » mariage,. On sait cependant qu'en 1567, Oai épouse son cousin Saigō Yoshikatsu, fils de Motomasa Saigō, qui a déjà deux enfants de son épouse défunte,,. Oai donne un fils à Yoshikatsu : Saigō Katsutada, né en 1570 environ. Ils ont également une fille (peut-être) nommée Tokuhime,,,.
En 1571, Saigō Yoshikatsu est tué à la bataille de Takehiro, en combattant les forces d'invasion du clan Takeda menées par Akiyama Nobutomo. Peu après la mort de Yoshikatsu, Oai est formellement adoptée par son oncle, Saigō Kiyokazu, alors à la tête du clan Saigō, mais elle choisit de vivre avec sa mère dans la maison de son beau-père,.

### Tokugawa Ieyasu

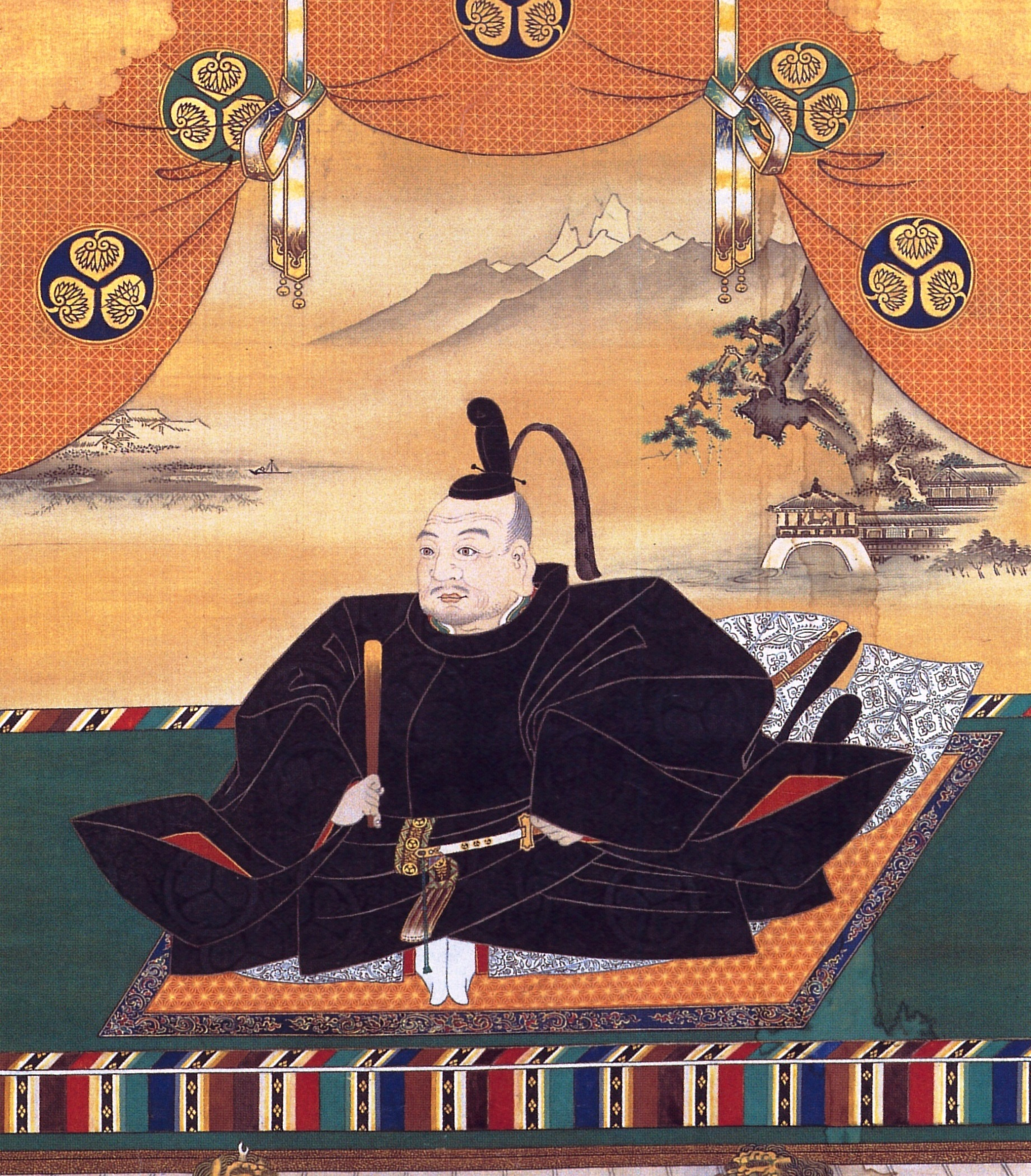
Portrait de Tokugawa Ieyasu par Kanō Tannyū.

Vers l'âge de 17 ou 18 ans, Oai rencontre pour la première fois Tokugawa Ieyasu, petit-fils de Matsudaira Kiyoyasu, alors qu'il rend visite à la famille Saigō. Plus tard, pendant les années 1570, une amitié et une véritable affection se développent entre eux, ce qui contredit une impression courante selon laquelle Tokugawa Ieyasu est un chef impitoyable qui traite toutes les femmes de sa vie et toute sa descendance comme des biens susceptibles d'être utilisés pour servir son clan ou ses propres ambitions. À la même époque, Ieyasu fait construire une maison à Okazaki (sa ville natale dans l'Est de Mikawa), loin de la résidence de son épouse, Dame Tsukiyama du clan Imagawa,. Le mariage entre Ieyasu et Dame Tsukiyama a été arrangé par l'oncle de celle-ci, Imagawa Yoshimoto, apparemment pour renforcer les liens entre les deux clans, mais Ieyasu supporte difficilement la jalousie de sa femme, son humeur orageuse et ses habitudes excentriques,.
À partir de l'époque de la bataille de Mikatagahara (1573), Ieyasu commence à se confier à Oai et sollicite ses conseils sur diverses questions. C'est peut-être au cours de cette période qu'il entame une relation amoureuse avec elle. Les historiens pensent qu'Oai a commencé à conseiller Ieyasu à l'approche de la bataille de Nagashino (1575), tournant majeur à la fois dans la carrière d'Ieyasu et dans l'histoire du Japon, et qu'Ieyasu a continué à lui demander conseil au sujet d'autres batailles et d'autres alliances, même jusqu'à l'époque de la bataille de Komaki et Nagakute (1584).
Au printemps 1578, Oai est appelée au château de Hamamatsu pour y gérer les cuisines. Elle y devient très populaire auprès des guerriers venus de sa province natale, qui non seulement admirent sa beauté mais qui aussi la considèrent comme un exemple de femme douce et vertueuse de Mikawa. Bien que ses manières et sa gentillesse soient exemplaires, elle peut, à l'occasion, avoir son franc-parler ou se montrer sarcastique dans ses discours. C'est le résultat probable d'une éducation forgée au contact de guerriers rustiques dans un château loin de chez elle.
Son séjour à la Cour d'Ieyasu lui fait découvrir une arène où d'amères concubines potentielles complotent et sont en concurrence entre elles pour avoir une chance de porter un enfant du Maître des lieux,. Avoir un enfant d'un daimyō puissant, surtout un fils, est, pour une jeune femme ambitieuse de l'époque, une façon de s'élever dans la hiérarchie sociale, de s'assurer une vie confortable et de garantir la prospérité de sa famille,. Ces femmes comptent généralement sur leurs attributs physiques et leurs prouesses sexuelles pour attirer l'attention de leur Maître et certaines ont recours à des aphrodisiaques. Contrairement à ces courtisanes, Oai bénéficie déjà de l'attention d'Ieyasu, ce qui contrarie les ambitions des autres femmes et très probablement fait d'elle une cible de ressentiment, d'hostilité et des intrigues qui sont courantes dans les harems japonais,,.

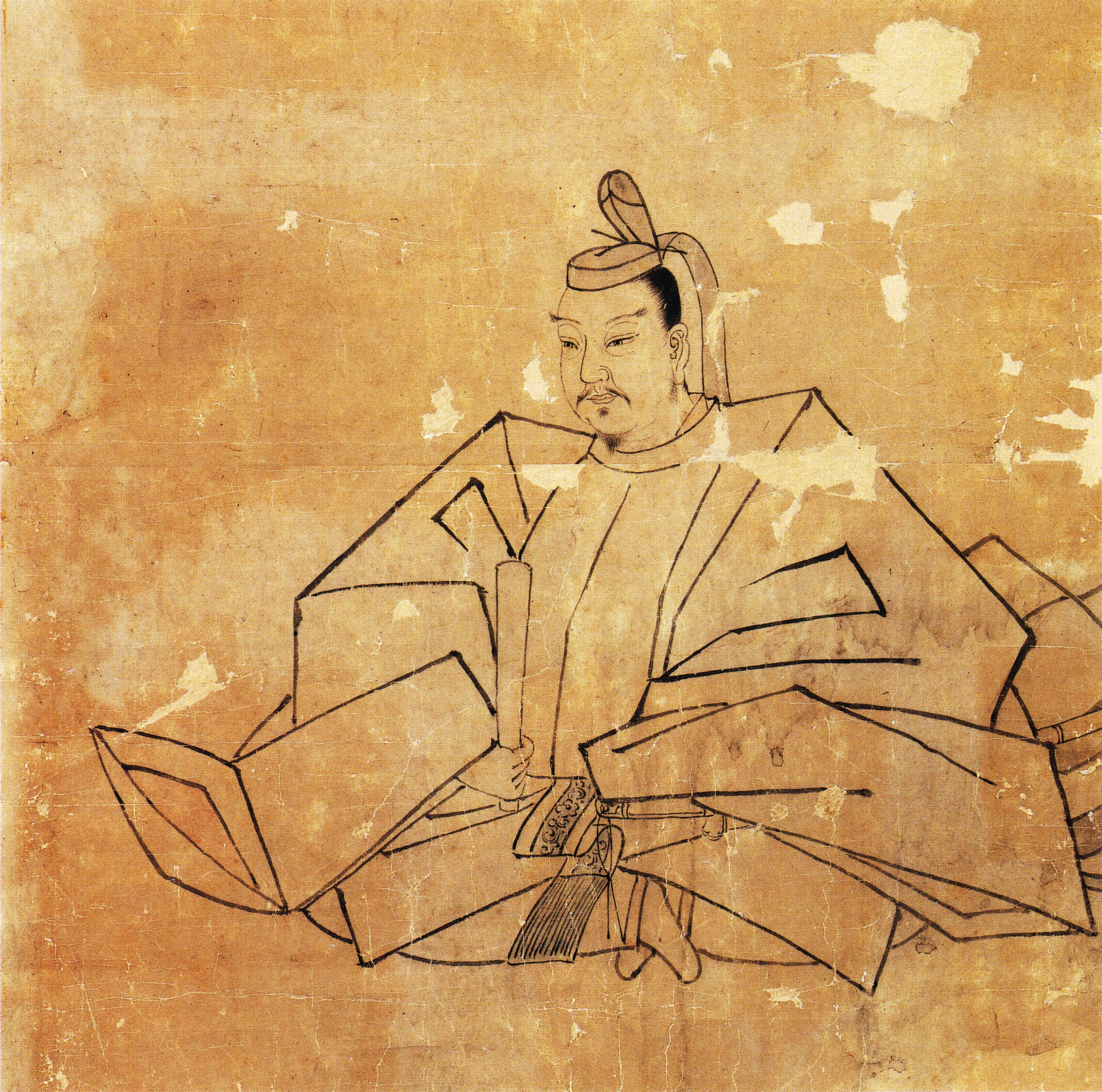
Tokugawa Hidetada, fils d'Ieyasu et Dame Saigō.

Alors que le mariage d'Ieyasu avec Dame Tsukiyama est le fruit d'arrangements politiques, tout comme le choix de ses concubines, il semble qu'exceptionnellement il ait choisi de lui-même Oai comme concubine. Cette initiative, qui n'apporte aucun avantage politique, puisque les Saigō sont déjà de loyaux obligés, contraste avec l'image d'un chef de guerre calculateur et stoïque. Ieyasu apprécie Oai pour son intelligence, son calme et ses conseils avisés. Il aime sa compagnie, et leur origine commune (la province de Mikawa) les rapproche. Oai est « la plus aimée » des femmes du Maître du Château de Hamamatsu,,.
Le 2 mai 1579, Oai donne naissance au troisième fils d'Ieyasu, fils qui se fera connaître sous le nom de Tokugawa Hidetada. Cet heureux événement lui permet d'accéder au rang d'épouse d'Ieyasu et constitue probablement un choc pour toutes les femmes qui ont des vues sur le daimyō,. Sur la base de son nouveau statut, et par respect pour ses manières douces et sa dévotion à Ieyasu, elle devient connue sous le titre respectueux de Saigō-no-Tsubone, ou Dame Saigō,. Cette même année, Oda Nobunaga, daimyō de la province d'Owari, est informé que Dame Tsukiyama et son fils aîné, Tokugawa Nobuyasu, soutenus par le clan Takeda, conspirent contre lui. Bien que les preuves d'un complot soient minces, Ieyasu rassure son allié en faisant exécuter sa femme sur la rive du lac Sanaru à Hamamatsu, et ordonne à son fils Nobuyasu de se faire seppuku.
La mort de Dame Tsukiyama profite à Dame Saigō, qui devient la première épouse officielle d'Ieyasu, et la mort de Nobuyasu fait de Hidetada l'héritier apparent du daimyō Tokugawa,,.
Le 18 octobre 1580, Dame Saigō donne à son époux un quatrième fils nommé Matsudaira Tadayoshi. Celui-ci sera plus tard adopté par Matsudaira Ietada, chef de la branche Fukōzu du clan Matsudaira. Cette même année, Dame Saigō fonde un temple à la mémoire de sa mère, ce qui indique que celle-ci est morte à ce moment.
En 1586, Dame Saigō se trouve au côté d'Ieyasu lorsque celui-ci entre triomphalement dans le château de Sunpu nouvellement reconstruit. Cette célébration très symbolique de ses victoires militaires et de la conquête de nouveaux domaines est aussi un geste visible et symbolique à l'intention de Dame Saigō, une façon pour Ieyasu de lui exprimer sa gratitude pour son aide et de montrer publiquement l'estime qu'il lui porte.

### Bienfaisance
Installée au château de Sunpu, Dame Saigō, connue pour sa piété et ses actes de charité, fait régulièrement ses dévotions dans un temple bouddhiste appelé Ryusen-ji et se consacre aux enseignements du Jōdo shū. Comme elle est très myope, elle donne souvent de l'argent, des vêtements, de la nourriture et d'autres biens de première nécessité aux femmes aveugles et aux organisations qui leur viennent en aide. Elle fonde finalement sa propre œuvre de charité, dotée de refuges près du Ryusen-ji, afin d'aider les femmes aveugles indigentes à trouver un emploi en leur apprenant à jouer du shamisen (instrument traditionnel à cordes). Les femmes ainsi formées sont appelées goze et s'apparentent aux ménestrels itinérants de l'époque d'Edo,.

### Décès

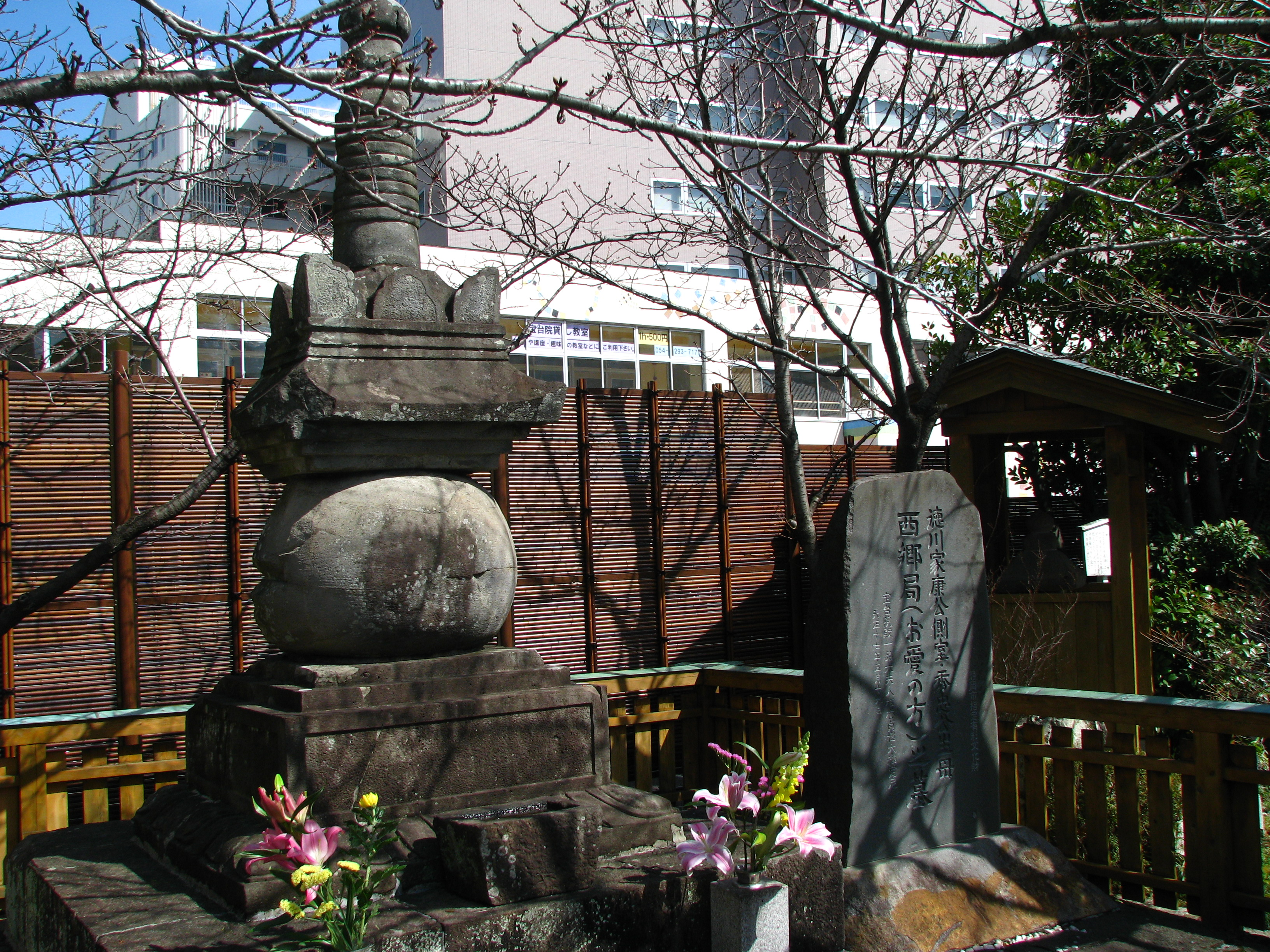
Tombe de Dame Saigō, située dans le temple Hōdai de l'arrondissement d'Aoi de Shizuoka.

Peu de temps après que Dame Saigō a pris résidence au château de Sunpu, sa santé commence à se détériorer. « Les difficultés physiques et émotionnelles » prennent, jour après jour, leur tribut sur sa santé, et, inéluctablement, Dame Saigō meurt le 1er juillet 1589 à l'âge de 37 ans. À l'annonce de sa mort, des femmes aveugles se seraient rassemblées devant les temples pour prier.
La cause exacte de sa mort n'a jamais été déterminée. À l'époque, son décès prématuré éveille quelques soupçons quant à un possible assassinat, mais aucun coupable possible n'est identifié. Plus tard, des rumeurs circulent selon lesquelles une servante de Dame Tsukiyama l'aurait empoisonnée.
Au moment de sa mort, Dame Saigō, dont la vie a été comparée à une « histoire de Cendrillon du Japon féodal », est traitée comme l'épouse du daimyo d'Edo, futur premier shogun de la dynastie Tokugawa, en actes sinon en paroles. Ses restes sont solennellement enterrés au temple Ryusen.

## Postérité
Allié au daimyō Toyotomi Hideyoshi, Tokugawa Ieyasu continue ses campagnes militaires. En 1600, vainqueur à la bataille décisive de Sekigahara, il devient, de facto, maître du pays. En 1603, le Japon unifié sous son autorité, il se fait attribuer le titre de shogun par l'empereur Go-Yōzei,. L'année suivante, il fait déplacer le Ryusen-ji d'Yunoki à Koyamachi, près du château de Sunpu, et participe aux cérémonies bouddhistes de commémoration de la mort de Dame Saigō, notamment en présentant aux prêtres du temple le katana qu'il a hérité de son père et un portrait de lui-même.
En 1628, le fils de Dame Saigō, Tokugawa Hidetada, alors retiré du pouvoir après avoir régné comme shogun de 1605 à 1623, assiste, au temple Ryusen, à des cérémonies commémoratives de la mort de sa mère visant à élever l'esprit de la défunte au statut de Bouddha. Il fait également modifier son nom posthume et ajouter les trois premiers caractères de son nom au nom du temple afin qu'elle en soit désignée patronne tutélaire. À la même époque, l'empereur Go-Mizunoo confère, à titre posthume, le nom Minamoto Masako (源 晶子) à Dame Saigō, l'intégrant de fait dans le clan Minamoto, une branche de la lignée impériale. Sous ce nom, elle est ensuite promue à la deuxième plus haute dignité de la hiérarchie de la cour impériale,,,. Son rang dans la noblesse impériale est, plus tard, rehaussé après son élévation à la plus haute dignité de la hiérarchie aristocratique impériale, qui, de nos jours encore, est décernée par l'empereur du Japon, en dehors de la famille impériale, à quelques sujets qui ont significativement et positivement affecté l'histoire du Japon,.
En 1938, le mausolée de Dame Saigō est classé bien culturel important. Le classement est annulé après la destruction du temple Hōdai lors du Grand Incendie de Shizuoka, le 15 janvier 1940. La plupart des trésors du temple, dont un portrait de Dame Saigō, l'épée et le portrait légués par Tokugawa Ieyasu en 1604, ont été sauvés de l'incendie de 1940 par les prêtres et sont exposés au nouveau Hōdai-in, reconstruit en béton armé d'acier en 1970.

## Descendants notables
Dame Saigō est la mère ancestrale de la lignée de shoguns qui commence avec Tokugawa Hidetada, deuxième shogun de l'époque d'Edo, et se termine avec le septième, Tokugawa Ietsugu (1709–1716). Par ailleurs, Dame Saigō est aussi liée à la lignée impériale. En effet, en 1620, Tokugawa Masako (1607–1678), fille d'Hidetada, épouse l'empereur Go-Mizunoo et entre au palais impérial,. La fille de Masako, arrière-petite-fille de Dame Saigō, est la princesse Okiko (1624–1696) qui accède au trône du chrysanthème en 1629 en tant qu'impératrice Meishō,. Elle règne quinze ans comme 109e monarque du Japon jusqu'à son abdication en 1643,.